# Seven de Moscú 2021
El Seven de Moscú de 2021 fue la segunda y última etapa del Campeonato europeo de rugby 7 de 2021.
Se disputó entre el 26 y 26 de junio en Moscú, Rusia.

## Equipos participantes
- Alemania
- España
- Georgia
- Italia
- Lituania
- Polonia
- Portugal
- Rusia

## Resultados

### Grupo A
| Pos. | Equipo   | Encuentros | Encuentros | Encuentros | Encuentros | Tantos  | Tantos    | Tantos     | Puntos |
| Pos. | Equipo   | jugados    | ganados    | empatados  | perdidos   | a favor | en contra | diferencia | Puntos |
| ---- | -------- | ---------- | ---------- | ---------- | ---------- | ------- | --------- | ---------- | ------ |
| 1    | Portugal | 3          | 3          | 0          | 0          | 74      | 33        | +41        | 9      |
| 2    | España   | 3          | 2          | 0          | 1          | 90      | 21        | +69        | 7      |
| 3    | Georgia  | 3          | 1          | 0          | 2          | 56      | 55        | +1         | 5      |
| 4    | Polonia  | 3          | 0          | 0          | 3          | 0       | 111       | -111       | 3      |

Nota: Se otorgan 3 puntos al equipo que gane un partido, 2 al que empate y 1 al que pierda

### Grupo B
| Pos. | Equipo   | Encuentros | Encuentros | Encuentros | Encuentros | Tantos  | Tantos    | Tantos     | Puntos |
| Pos. | Equipo   | jugados    | ganados    | empatados  | perdidos   | a favor | en contra | diferencia | Puntos |
| ---- | -------- | ---------- | ---------- | ---------- | ---------- | ------- | --------- | ---------- | ------ |
| 1    | Alemania | 3          | 2          | 1          | 0          | 60      | 26        | +34        | 8      |
| 2    | Rusia    | 3          | 2          | 0          | 1          | 67      | 32        | +35        | 7      |
| 3    | Italia   | 3          | 1          | 1          | 1          | 54      | 38        | +16        | 6      |
| 4    | Lituania | 3          | 0          | 0          | 3          | 19      | 104       | -85        | 3      |

Nota: Se otorgan 3 puntos al equipo que gane un partido, 2 al que empate y 1 al que pierda

## Fase Final

### Cuartos de final
| 27 de junio | Alemania | 42 - 5 | Polonia |  |  |

| 27 de junio | España | 36 - 7 | Italia |  |  |

| 27 de junio | Portugal | 22 - 28 | Lituania |  |  |

| 27 de junio | Rusia | 10 - 5 | Georgia |  |  |

### Semifinal Copa de plata
| 27 de junio | Polonia | 0 - 43 | Italia |  |  |

| 27 de junio | Portugal | 12 - 24 | Georgia |  |  |

### Semifinal Copa de oro
| 27 de junio | Alemania | 0 - 19 | España |  |  |

| 27 de junio | Lituania | 21 - 19 | Rusia |  |  |

### Definición 7° puesto
| 27 de junio | Polonia | 0 - 48 | Portugal |  |  |

### Final Copa de plata 5° puesto
| 27 de junio | Italia | 14 - 19 | Georgia |  |  |

### Definición 3° puesto
| 27 de junio | Alemania | 19 - 12 | Rusia |  |  |

### Final Copa de oro
| 27 de junio | España | 47 - 5 | Lituania |  |  |

| Bandera de España        |
| Campeón España           |
| 2.do título del circuito |